# مارك فيليبس (صحفي)
مارك فيليبس (بالإنجليزية: Mark Phillips)‏ هو صحفي أمريكي، ولد في 1948 في مونتريال في كندا،يقيم حاليًا في لندن ويعمل في شبكة سي بي إس نيوز.